# Tuchola (województwo wielkopolskie)
Tuchola – wieś sołecka w zachodniej Polsce położona w województwie wielkopolskim, w powiecie międzychodzkim, w gminie Sieraków, na południowym brzegu Warty.
W wiosce znajduje się OSP, zajmująca wysokie miejsca na gminnych i powiatowych zawodach sportowo-pożarniczych.

## Historia
Miejscowość pierwotnie związana była z Wielkopolską. Ma metrykę średniowieczną i istnieje co najmniej od XIII wieku. Wymieniona po raz pierwszy w dokumencie zapisanym po łacinie w 1389 jako „Tuchole", 1398 „Thucholowo", 1400 „Thuchole", 1438 „Thuchola", 1443 „na Tucholu", 1450 „Thucholye", 1475 „Tuchola", 1512 „Tucholya", 1558 „Tucholia" .
Miejscowość wspominały historyczne dokumenty prawne, własnościowe i podatkowe. Wieś była własnością szlachecką i należała początkowo do Włosta z Tucholi, którego w 1389 odnotowano w dokumentach procesowych jako świadka. W 1398 Sędka z Tucholi toczyła proces z Dobiesławem Kwileckim o bydło. W początku XV wieku dokumenty sądowe odnotowały kilka procesów toczonych z sąsiadami przez Blizbora z Kurnatowic o dziedziny w okolicach wsi. W 1400 toczył on proces z Janem z Jabłonowa o rozgraniczenie Jabłonowa i Tucholi, w 1401 toczył proces z Sędką z Nienawiszcza o jej ojcowiznę, a w 1403 proces z Szymką z Niezawiszcza zwaną Tucholską o 20 grzywien, które zapłacił za jej ojca .
W 1438 miejscowość była wsią szlachecką i leżała w powiecie poznańskim Korony Królestwa Polskiego. W 1508 leżała w parafii Sieraków. W 1400 wyznaczono granicę z Jabłonowem. W 1418 dziedzice w Tucholi: Dobrogost z Sierakowa oraz Małgorzata (wdowa po jego bracie Bieniaku) zostali pozwani przez dziedziców Lutomia o spiętrzenie wody na młynie tucholskim ponad ustalone znaki i zalanie przez to łąk lutomskich. W 1424 Małgorzata z Sierakowa, Wierzbięta z Rozbitka oraz Dobrogost z Sierakowa zawierają ugodę dotyczącą podziału dóbr w wyniku czego uzgodniono przebieg granic między dziedzinami: struga Klocza z obu brzegami od źródła aż do rzeki Warty miała od tego momentu należeć do wsi Tuchola pana Dobrogosta z Sierakowa. W 1425 woźny zeznał, że usypał kopce graniczne pomiędzy dziedzinami Tuchola i Chojno. W 1438 właścicielem wsi był Wincenty z Sierakowa, syn Dobrogosta, który zapisał swej żonie Barbarze posag i wiano na przypadającej mu części Sierakowa wraz z wsiami, w tym m.in. z Tucholą. W 1563 po raz kolejny wymieniono we wsi młyn .
Wieś szlachecka Tuchole położona była w 1580 roku w powiecie poznańskim województwa poznańskiego w Rzeczypospolitej Obojga Narodów.
Po rozbiorach Polski miejscowość znalazła się w zaborze pruskim. W okresie Wielkiego Księstwa Poznańskiego (1815-1848) miejscowość wzmiankowana jako Tuchola Olendry należała do wsi większych w ówczesnym pruskim powiecie Międzyrzecz w rejencji poznańskiej. Tuchola Olendry należała do okręgu sierakowskiego tego powiatu i stanowiła część majątku Sieraków, którego właścicielem był wówczas rząd pruski w Berlinie. Według spisu urzędowego z 1837 roku wieś liczyła 172 mieszkańców, którzy zamieszkiwali 14 dymów (domostw).
W latach 1975–1998 miejscowość należała administracyjnie do województwa poznańskiego.

## Demografia
Według danych Urzędu Gminy w Sierakowie, 1 października 2010 r. Tucholę zamieszkiwały 62 osoby. Powierzchnia wsi wynosi 6,49 km², co daje średnią gęstość zaludnienia rzędu 9,5 os. na km² w 2010 r. Tuchola należy do trzech najmniejszych sołectw w gminie.
| rok     | 1970 | 1978 | 1998 | 1999 | 2009 | 2010 |
| ------- | ---- | ---- | ---- | ---- | ---- | ---- |
| ludność | 94   | 69   | 44   | 50   | 57   | 62   |

Niepokojący dla struktury wiekowej ludności wsi jest fakt, dość dużego udziału osób w wieku poprodukcyjnym (17,5% czyli 10 osób) oraz malejący udział dzieci i młodzieży (22,8% czyli 13 osób). Mimo wszystko, ludność wioski wzrosła w przeciągu 12 lat o 18 osób (patrz tabela), czyli w porównaniu z rokiem 1998, o 29%.

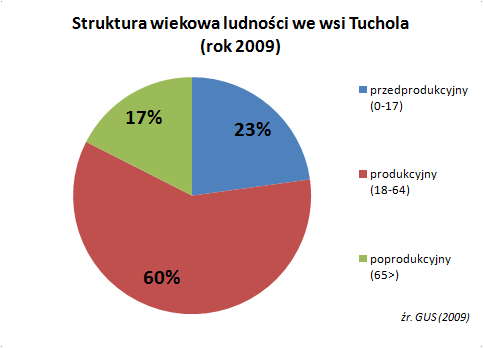
Struktura wiekowa wsi Tuchola w roku 2009

## Przedsiębiorczość
W 2009 roku w Tucholi zarejestrowanych było 8 podmiotów gospodarki narodowej zarejestrowanych w rejestrze REGON. Wszystkie podmioty należały do sektora usług.
| Sekcja PKD '07 | Liczba | %     |
| -------------- | ------ | ----- |
| G              | 3      | 37,5% |
| J              | 1      | 12,5% |
| L              | 1      | 12,5% |
| O              | 1      | 12,5% |
| Q              | 2      | 25%   |
| razem          | 8      | 100%  |

Jak na bardzo małą wieś, mieszkańcy Tucholi wykazują się dość dużą przedsiębiorczością, w porównaniu do mieszkańców innych wsi gminy Sieraków. Wskaźnik przedsiębiorczości w 2009 roku wynosił około 7 mieszkańców na 1 podmiot gospodarczy. W dodatku, prowadzone tutaj rodzaje przedsiębiorstw są dość zróżnicowane jak na jednostkę wiejską. Zaskakujący jest spory udział firm związanych z opieką społeczną i zdrowotną (sekcja Q), wynoszący 25%. Przeważającą formą działalności są różne formy działalności handlowej (dział 45, 46 i 47).
| Klasa wielkościowa | Liczba | %     |
| ------------------ | ------ | ----- |
| 0-9                | 7      | 85,5% |
| 10-49              | 1      | 12,5% |
| razem              | 8      | 100%  |

We wsi dominują przedsiębiorstwa małe, zatrudniające do 9 pracowników (85,5%). Tylko 1 firma zatrudnia więcej niż 10 pracowników.
| Rodzaj                                            | Liczba | %     |
| ------------------------------------------------- | ------ | ----- |
| Osoby fizyczne prowadzące działalność gospodarczą | 6      | 75%   |
| Spółdzielnie                                      | 1      | 12,5% |
| Stowarzyszenia i organizacje społeczne            | 1      | 12,5% |
| razem                                             | 8      | 100%  |

Wszystkie podmioty gospodarcze w wiosce należą do sektora prywatnego. 3/4 firm prowadzone jest jako działalność gospodarcza osób fizycznych. Zarejestrowana jest tu także jedna spółka oraz jedno stowarzyszenie.

## Leśnictwo
Wieś jest siedzibą leśnictwa Tuchola, będącego jednostką organizacyjną w strukturze Nadleśnictwa Sieraków.